# Шайковка (железнодорожная станция, Калужская область)
Шайко́вка — железнодорожная станция (тип населённого пункта), посёлок при станции Шайковка в Кировском районе Калужской области. Входит в состав сельского поселения «Деревня Выползово».

## География
Шайковка находится в юго-западной части региона, в зоне хвойно-широколиственных лесов, в пределах Барятинско-Сухиничской равнины, при железнодорожной линии Вязьма — Брянск и автодорогой 29К-004, на расстоянии приблизительно 15 километров по прямой к северу от города Кирова, административного центра района.

### Климат
Климат характеризуется как умеренно континентальный, с тёплым летом и умеренно морозной снежной зимой. Среднегодовая многолетняя температура воздуха составляет 4,1 — 4,7 °С. Средняя температура воздуха самого тёплого месяца (июля) — 19 °C (абсолютный максимум — 39 °C); самого холодного (января) — −9,7 — −8,5 °C (абсолютный минимум — −46 °C). Безморозный период длится в среднем 149 дней. Среднегодовое количество атмосферных осадков составляет 654 мм, из которых 441 мм выпадает в период с апреля по октябрь. Снежный покров держится в течение 130—145 дней.

## История
Станция образована при железной дороге Брянск-Вязьма, движение по которой было открыто в 1931 году.

## Население
| 2002 | 2010 |
| ---- | ---- |
| 14   | ↘12  |

### Национальный состав
Согласно результатам переписи 2002 года, в национальной структуре населения русские составляли 100 % из 14 чел

## Инфраструктура
Аэродром Шайковка, железнодорожная станция Шайковка.

## Транспорт
Развит автомобильный, железнодорожный и авиационный транспорт.